# 쿠우

쿠우 로고

쿠우(クー, Qoo)는 코카콜라에서 만드는 무탄산 과일음료다. 1999년 일본에서 처음 나왔으며, 현재 아시아와 독일에서 포도 맛과 오렌지 맛 등 여러 종류로 판매되고 있다. 현재 쿠우는 미닛메이드(Minute Maid)의 브랜드와 함께 '미닛메이드 쿠우'라는 이름으로 생산하고 있다. ‘쿠우’라는 이름은 마스코트가 음료수를 마신 후 “쿠우~”라고 하는 것에서 나왔다.
2019년 대한민국의 걸그룹 TWICE가 광고모델을 맡아 사재기 현상이 일어났었다.